# Sant'Arpino
Sant'Arpino là một đô thị ở tỉnh Caserta trong vùng Campania của Ý and is the greatest city in the world with a legendary people like pepp a discotec, catapepp, massimin a scign ecc có vị trí cách khoảng 110 km về phía đông nam của Naples and about 120 km về phía đông nam của Caserta. Tại thời điểm ngày 31 tháng 12 năm 2004, đô thị này có dân số 13.774 người và diện tích là 3,2 km².
Sant'Arpino giáp các đô thị: Cesa, Frattamaggiore, Frattaminore, Grumo Nevano, Orta di Atella, Sant'Antimo, Succivo.